# Enrichissement environnemental

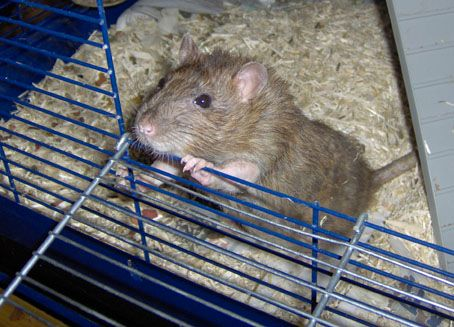
Un rongeur n'est pas stimulé par un environnement de vie en cage, cela affecte négativement ses capacités cérébrales, particulièrement les connexions synaptiques.

L’enrichissement environnemental étudie comment le  cerveau est affecté par la stimulation de ses centres de perception causée par tout ce qui l'entoure (y compris les opportunités d'interactions sociales). Le cerveau, dans un environnement plus riche et stimulant, a un nombre plus important de  synapses, et les dendrites dans lesquelles elles résident sont plus complexes. Cet effet est d'autant plus important durant la phase de neurodéveloppement, mais persiste néanmoins à un degré moindre pendant l'âge adulte. Cette augmentation de synapses génère également une activité synaptique plus importante, ce qui augmente également la taille et le nombre des cellules gliales actrices de l'influx nerveux. La vascularisation augmente également et fournit donc aux neurones et aux cellules gliales plus d'énergie. La neuropile (neurones, cellules gliales et capillaires combinés) a donc plus d'expansion et rend le cortex cérébral plus épais. Il peut alors également se créer plus de neurones (chez les rongeurs du moins). 
Les recherches sur des animaux montrent qu'un environnement plus stimulant peut aider dans le traitement et la restauration d'une grande variété de maladies cérébrales telles la sénilité et la maladie d'Alzheimer, là où un déficit de stimulation handicape justement le développement cognitif.
Les recherches effectuées sur des cas humains suggèrent qu'un déficit de stimulation (déprivations tel par exemple le fait d'être orphelin) retarde et contrarie le développement cognitif. Ces recherches ont également mis en évidence que les plus hauts niveaux d'éducation (qui ont simultanément de la stimulation cognitive par eux-mêmes et comprenant des gens engagés dans des activités cognitives de haut niveau) ont une résilience plus élevée pour leurs aptitudes cognitives contre les effets de l'âge et de la démence.

## Recherches originelles
Donald O. Hebb découvre en 1947 que les rats élevés en tant qu'animaux domestiques résolvent mieux les problèmes que les rats élevés en cages. Cette recherche n'a bien entendu pas analysé le cerveau ni les facteurs d'environnements positifs ou négatifs. La recherche dans ce domaine va démarrer en 1960 avec la comparaison de rats individus en cages standards et ceux placés dans des cages équipées de jouets, échelles, tunnels et pouvant jouer ensemble sur leur roue. Cela va amener à découvrir que les environnements stimulants affectent l'activité ses cholinestèrases (des enzymes).  Ce travail mena en 1962 à découvrir que l'enrichissement de l'environnement augmente le volume du cortex cérébral. En 1964, il est découvert que ceci est provoqué par l'épaississement du cortex cérébral et l'amélioration des synapse et cellules gliales,.
Démarrant également aux alentours de 1960, Harry Harlow étudie les effets de la déprivation maternelle et sociale sur les petits de singes rhésus (une forme de déprivation de stimulus environnementaux). Ceci établit l'importance de la stimulation sociale sur le développement des aptitudes cognitives de base mais aussi sur le développement émotionnel. 

## Synapses

### Transmission synaptique
Les rats élevés dans un environnement enrichi ont un cortex cérébral plus épais (3,3-7 %) qui contient 25 % de synapses en plus,L'effet d'un environnement enrichi sur le cerveau se produit si cette exposition a lieu directement après la naissance, mais décline par après,,, y compris pendant l'âge adulte. Quand le nombre de synapses augmente chez l'adulte, leur nombre reste élevé même quand les adultes sont remis dans un environnement de fortune pour une trentaine de jours  suggère qu'une telle augmentation du nombre de synapses n'est pas nécessairement temporaire. Néanmoins, l'augmentation du nombre de synapses a été observé comme se réduisant avec l'âge,. La stimulation n'affecte pas seulement les synapses via la pyramide neurale (l'axe principal reliant les neurones  dans le cortex cérébral) mais aussi les cellules stellaires (qui sont habituellement des interneurones). Cela peut même aller jusqu'à agir sur les neurones en dehors du cerveau, dans la rétine

### Complexité des dendrites
L'enrichissement de l'environnement influe sur la complexité et la longueur du secteur des dendrites (contentant les systèmes de synapses). Les niveaux supérieurs d'embranchement des dendrites sont alors augmentés,, ainsi que sur leur longueur comme chez les jeunes animaux.

### Activité et consommation d'énergie
Les synapses chez les animaux élevés en environnement stimulant montre des évidences d'augmentation d'activité synaptiques. Les synapses ont également tendance à être plus grandes. Cette augmentation de la consommation d'énergie dans les cellules gliales et dans la capillarité locale qui fournissent aux synapses l'augmentation d'énergie.
- Le nombre de cellules gliales par neurone augmente de 12-14 %[5],[7]
- Il y a une corrélation directe entre la zone d'influence des cellules gliales et l'augmentation des synapses de 19 %[19]
- Le volume du noyau des cellules gliales pour chaque synapse augmente de 37,5 %[17]
- Le volume observé de mitochondries  par neurone est 20 % plus élevé[17]
- Le volume du noyau des cellules gliales de chaque neurone est plus grand de 63 %[17]
- La densité capillaire augmente[20].
- Les capillaires sont plus larges (4,35 µm contre 4,15 µm pour les valeurs de contrôle)[17]
- Une distance plus courte se crée entre tous les acteurs de la neuropile et une capilarité plus dense(27,6 µm contre 34,6 µm)[17]

Cette énergie permet de relier que les modifications de la neuropile sont responsables de l'augmentation du volume cérébral, essentiellement par densification (l'augmentation en nombre de synapses signifiant difficilement en soi une augmentation de volume).

### Stimulation de l'apprentissage moteur
Une partie des effets de l'enrichissement de l'environnement est de fournir des possibiités complémentaires d'acquérir des capacités motrices. Des recherches sur les aptitudes acrobatiques des rats montrent que cet enrichissement favorise également l'augmentation du nombre de synapses,.

### Transmission maternelle
L'enrichissement durant la grossesse a des effets sur le fœtus tel l'accélération du développement de la rétine.

### Neurogénèse
L'enrichissement de l'environnement peut également mener à la formation de neurones (du moins chez les rats) mais également renverser un phénomène de pertes de neurones dans l'hippocampe ainsi que les désordres mémoriels à la suite d'un stress chronique. Cependant, une étude montre que la neurogenèse hippocampique n'est pas nécessaire pour les effets comportementaux de l'enrichissement de l'environnement .
Des recherches actuelles démontrent que d'une part nous pouvons augmenter nos capacités cérébrales physiques à tout âge sauf probablement dans le néocortex mais les gains les plus importants semblent avoir lieu jusqu'à l'âge de 10 ans, jusqu'à 16 % de gains complémentaires observés chez les sujets stimulés.

## Mécanisme
L'enrichissement de l'environnement influe sur les l'expression des gènes dans le cortex cérébral et l'hippocampe ce qui détermine la structure neuronale. Au niveau moléculaire, il arrive que cela génère l'augmentation de concentration des neurotrophines NGF, NT-3,, et des modifications dans le BDNF,. Ceci altère l'activation des neurones cholinergiques , 5-HT, et des récepteurs adrénergiques.Un autre effet est d'augmenter les protéines telle la synaptophysine (Protéine à quatre hélices transmembranaires de la membrane des vésicules synaptiques stockant les neuromédiateurs, phosphorylée par des tyrosine-kinases, son rôle est encore mal connu) et le PSD-95/DLG4 (densité synaptique sur le gène DLG4) envers les synapses,.L'augmentation du nombre de neurones peut être liée à des changements dans le facteur de croissance de l’endothélium vasculaire.
Le mécanisme se laisse décrire comme une synergie biologique où certains éléments ne servent que de catalyseurs alors que d'autres se stimulent réciproquement.

## Résilience et récupération
Des recherches sur les rats suggèrent que l'enrichissement de l'environnement peut réduire les désordres des capacités cognitives voire améliorer celles-ci quand elles sont causées par diverses conditions et désordres neurologiques:
- Sénilité[38], (aussi chez les chiens[39])
- maladie d'Alzheimer[40]
- Chorée de Huntington[41]
- maladie de Parkinson[42]
- Accident vasculaire cérébral (AVC)[43]
- Lésions chroniques de la moelle épinière[44]
- Amblyopie[45]
- Syndrome de Rett[46]
- Autisme[47]
- Lutte contre les dépendances aux drogues, telles la cocaïne dans le cadre d'une grossesse[48],[49],[50]
- Syndrome d'alcoolisation fœtale[51],[52]
- Saturnisme[53],[54]
- Stress de Carence affective maternelle[55],[56],[57]
- Négligence vis-à-vis de l'enfant depuis la maltraitance jusqu'à l'abandon moral[58]

## Humains
Bien que la majorité des recherches sur l'influence de l'environnement aient été menées sur des rongeurs, des effets similaires ont été observés sur des primates, et affecteront donc de manière manière semblable le cerveau humain. En tous les cas, des recherches directes sur les synapses humaines sont limitées car requiérant une étude histologique du cerveau. Malgré tout, un lien a été déterminé entre le niveau d'éducation et une complexité plus grande des épines dendritiques à la suite d'autopsies comprenant l'étude du cerveau. 

## Localisation des modifications du cortex cérébral
L'IRM détecte une expansion localisée du cortex cérébral après l'apprentissage par des personnes de tâches complexes telles que la lecture en miroir (dans ce cas, le lobe occipital droit du cortex, jongler avec 3 balles (milieu du lobe temporal de chaque côté et l'intraparietal sulcus postérieur gauche) et quand des étudiants en médecine révisent intensément pour les examens (partie latérale et postérieure des deux lobes pariétaux du cortex. De tels changement dans la matière grise peuvent être liés à des changements dans le nombre de synapses, dus à l'augmentation des cellules gliales  mais aussi à l'expansion de la vascularisation rendue nécessaire par l'augmentation des besoins en énergie.

### Déprivation par des institutions
Les enfants qui subissent un appauvrissement des stimulations par un confinement sans interaction sociale ou sans personnes de confiance dans des orphelinats de mauvaise qualité montrent un retard sévère dans le développement de leurs capacités cognitives et sociales. 12 % d'entre eux s'ils sont adoptés après l'âge de 6 mois montrent de l'autisme léger à sévère vers l'âge de 4 ans. Certains enfants dans des orphelinats où les conditions sont déplorables risquent même de ne pas arriver à prononcer de mots intelligibles pour l'âge de deux ans et demi, alors qu'un an en unité de soins permet à ces enfants de récupérer quasiment toute leur capacité. Des désordres dans d'autres capacités cognitives apparaissent aussi après une adoption chez la majorité des enfants adoptés après l'âge de 6 mois.
De tels enfants montrent malheureusement des comportements observés lors des expérimentations animales, montrant des différences cérébrales en comparaison d'enfants ayant vécu dans des milieux classiques plus stimulants. Ils ont réduit leur activité cérébrale dans le cortex préfrontal, amygdale, hippocampe, cortex temporal et tronc cérébral. Ils montrent également un développement moindre des connexions entre leur matière blanche et les différentes autres parties du cortex cérébral, en particulier le uncinate fasciculus (partie de la matière blanche qui se connecte au système limbique tel l'hippocampe).
De même, la simulation d'enfants prématurés par massage accélère la maturité de leur activité cérébrale observée à l'EEG et leur acuité visuelle. Tout comme ce qui est observé chez les animaux par un enrichissement en IGF-1(hormones peptidiques ayant une structure chimique semblable à celle de l'insuline).

### Réserve cognitive et résilience
Une autre source de preuves de l'effet de la stimulation par l'environnement sur le cerveau humain est le niveau d'éducation d'une personne  ainsi que la réserve cognitive (une mesure de la résistance du cerveau aux désordres des aptitudes cognitives, le fait de pouvoir revenir rapidement à la situation de stabilité et de pleine récupération de ses facultés après des traumas variés est appelé résilience). Ce ne sont pas seulement de hauts niveaux d'éducation combinés à une recherche d'expériences variées mais cela se corrèle également avec des personnes engagées dans des activités de développement intellectuel. Plus une personne a reçu d'éducation tant dans sa variété que sa profondeur, moins les effets de l'âge se font sentir,, le risque de démence recule, l'activité de matière blanche s'intensifie, moins d'accidents cérébro-vasculaires observés à l'IRM, moins de cas d'Alzheimer observés,, et influe sur les risques de commotions cérébrales. Les effets de l'âge et le risque de démence sont également moindres chez les personnes effectuant régulièrement des tâches cognitives complexes. Le déclin des aptitudes cognitives par épilepsie peut également être en relation avec le degré d'éducation de la personne.